# Oeneis fortunatus
Oeneis fortunatus är en fjärilsart som beskrevs av Fabricius 1793. Oeneis fortunatus ingår i släktet Oeneis och familjen praktfjärilar. Inga underarter finns listade i Catalogue of Life.